# Woning Hartmann
De woning Hartmann is een villa met wintertuin aan het Henri Van Cleemputteplein 2 in Sint-Amandsberg in de Belgische provincie Oost-Vlaanderen. Het is een overblijfsel van de voormalige bloemisterij J.P. Hartmann (1897-1974). De villa werd gebouwd in 1908 en de wintertuin in 1928, in opdracht van bloemist Johannes Palmer Hartmann (1870-1948). De villa met wintertuin is erkend als onroerend erfgoed.

## Voorgeschiedenis
Johannes Hartmann kocht in 1897 een terrein aan het Prins Albertplein in Sint-Amandsberg (het huidige Henri Van Cleemputteplein). In het noordwesten was het terrein begrensd door een zandweg die het ‘Slokkeboomke’ werd genoemd (de huidige Azaleastraat). Het aardappelveld reikte in het noorden tot de toenmalige spoorweg Gent-Antwerpen (de huidige Victor Braeckmanlaan). In het zuiden raakte het aan de landbouwgronden van de Sint-Baafskouter. Op dit terrein startte Hartmann zijn bloemisterij.

## Villa Hartmann
Bloemist Johannes Hartmann liet de villa bouwen in 1908 naar een ontwerp van de Deense architect Carl Brummer. In 1930 werd de villa aan de zuidelijke kant vergroot, volgens een ontwerp van dezelfde architect.

## Wintertuin
De wintertuin met polygonaal portaal werd aangelegd in 1928. Johannes Hartmann liet de tuin bouwen naar het voorbeeld van de wintertuin van Charles de Kerchove de Denterghem aan de Nieuwe Wandeling, die in 1875 werd aangelegd. De materialen die werden gebruikt bij de constructie van Hartmanns wintertuin zijn ijzer, glas en beton. De serre heeft een schilddak met een dubbele lichtkap waar een ijzeren windwijzer met een zeilbootsymbool op staat. Het dakspant is van ijzer en het initiaal H van Hartmann is erin verwerkt. Het ijzeren gebinte van de serre staat in 2021 nog overeind, maar het glas is verdwenen.

## Galerij

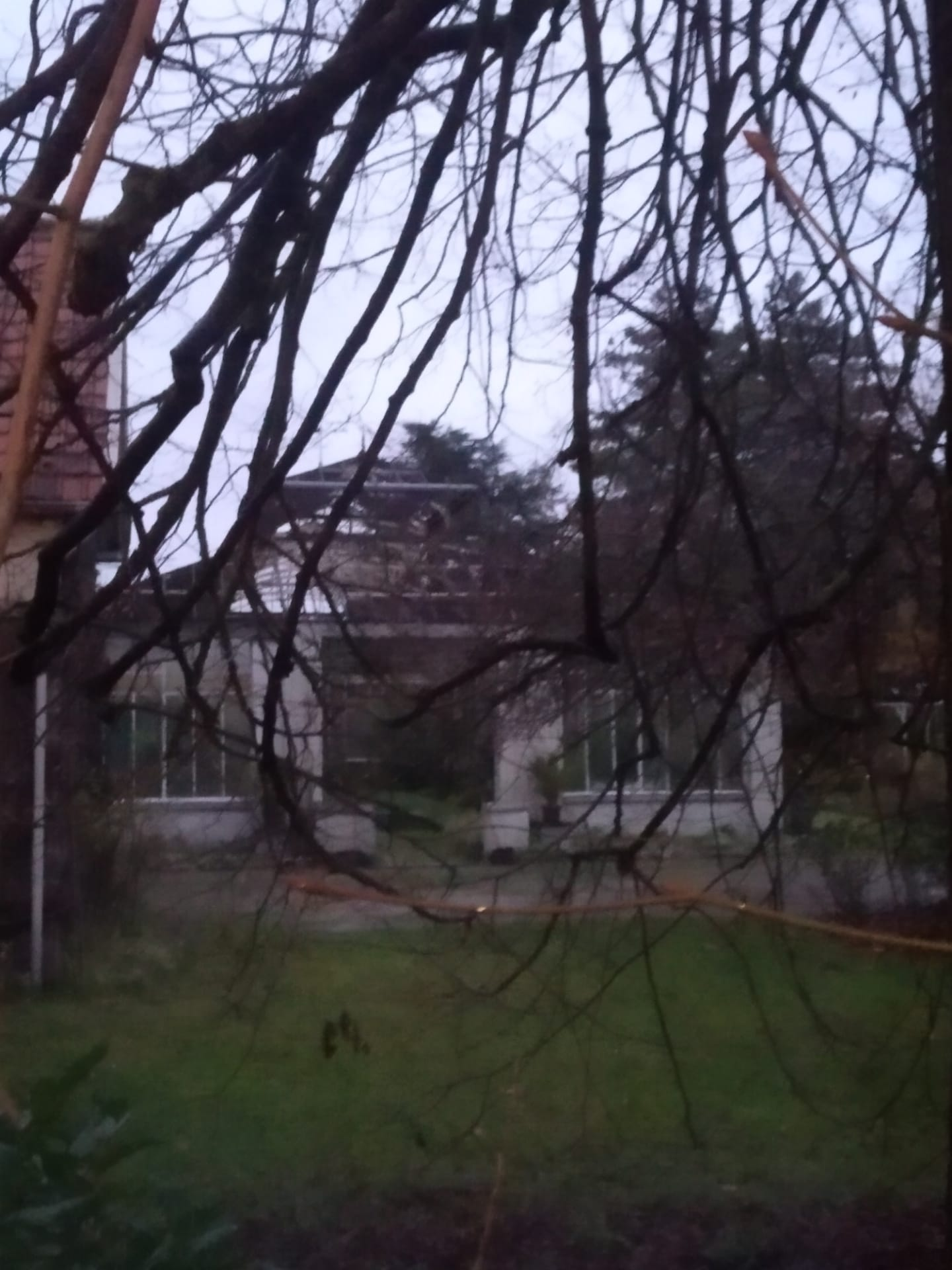
Restant van de wintertuin van Johannes Hartmann, zicht vanuit de Johannes Hartmannlaan.
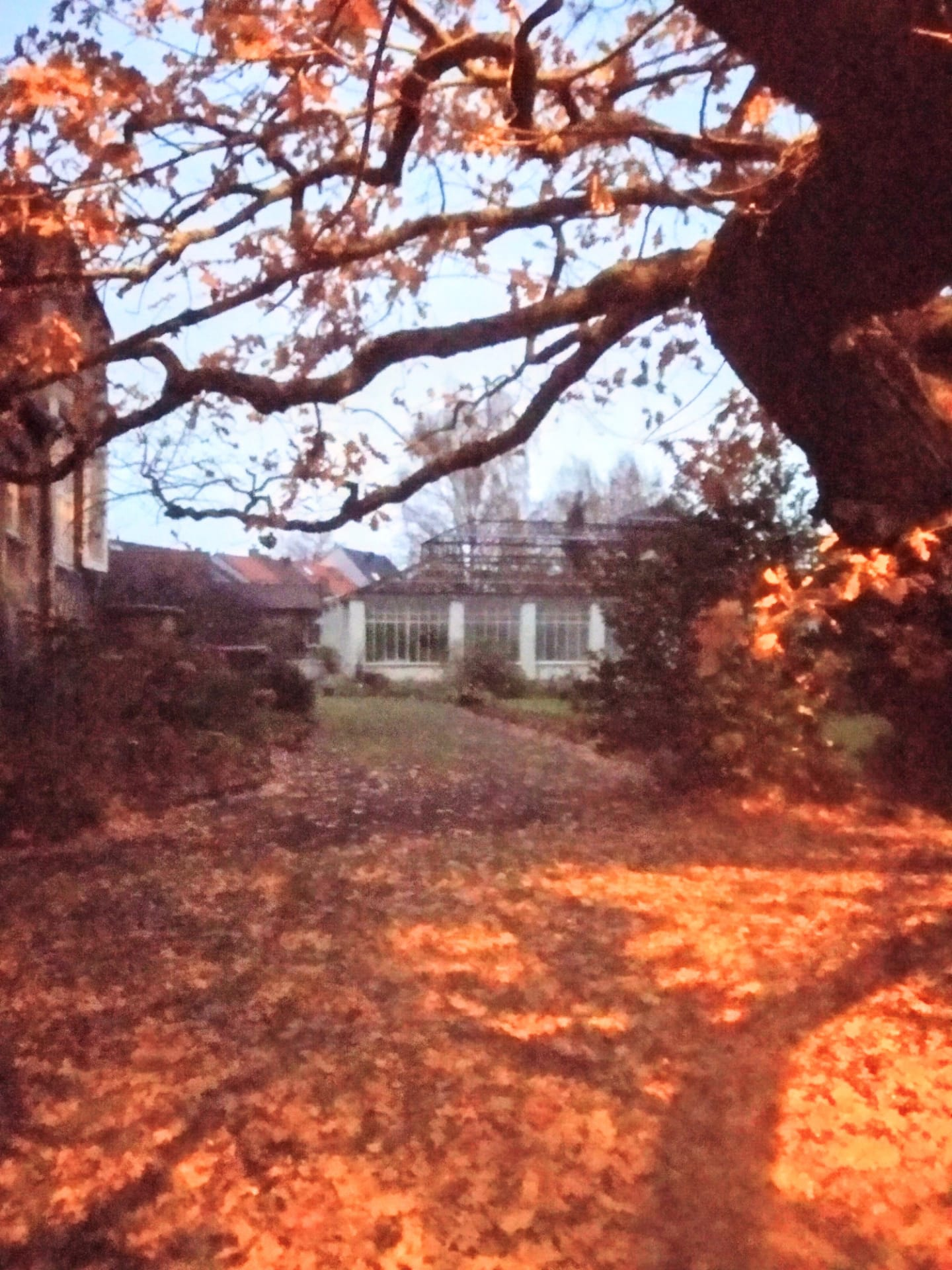
Restant van de wintertuin van Johannes Hartmann, zicht vanuit de Johannes Hartmannlaan.